# Sremski Karlovci
Sremski Karlovci, en serbe cyrillique Сремски Карловци, en allemand Karlowitz, en français Carlowitz, en croate Srijemski Karlovci, en hongrois Karlóca et en turc Karlofça, est une ville et une municipalité de Serbie situées dans la province autonome de Voïvodine. Sremski Karlovci fait partie du district de Bačka méridionale. Au recensement de 2011, elle comptait 8 750 habitants.

## Géographie
Sremski Karlovci est situé sur la rive droite du Danube, à 5 km de Novi Sad. Bien qu'elle soit intégrée au district de Bačka méridionale, la ville se trouve dans la région de Syrmie, à proximité immédiate du parc national de la Fruška gora.

## Histoire
Dans l'Antiquité, à l'emplacement de la ville actuelle, existait une petite forteresse romaine.
La ville est mentionnée pour la première fois en 1308 sous le nom de Karom, une forteresse édifiée sur les vestiges de la construction romaine. Jusqu'en 1521, Karom fit partie du Royaume de Hongrie, appartenant aux nobles familles Báthory et Morović.
Le chef ottoman Bali-beg la conquit en 1521 et elle resta aux mains de la Sublime Porte pendant 170 ans.
Le nom slave de la ville, Karlovci, est mentionné pour la première fois en 1532-1533. Pendant la période ottomane, la ville était principalement peuplée de Serbes, avec une petite minorité turque. En 1545, Karlovci comptait 547 foyers chrétiens (Serbes). La cité possédait trois églises orthodoxes et un monastère.
Du 16 novembre 1698 au 26 février 1699, se tint à Karlovci un congrès qui mit fin aux hostilités entre l'Empire ottoman et la Sainte Ligue, une coalition de divers peuples européens comprenant l'empire d'Autriche, la Pologne, la république de Venise et la Russie ; à l'issue de ce congrès fut signé le traité qui porte le nom de traité de Karlowitz. Aux termes de ce traité, la ville entra dans les possessions des Habsbourg et fut intégrée à la province de la Frontière militaire.
En 1753, la ville comptait 3 843 habitants, dont 3 110 Serbes. Siège de l'éparchie de Karlovci, la ville se dota d'une école serbe et, en 1791, un Lycée y ouvrit ses portes. En 1794, fut aussi créé un séminaire orthodoxe, le plus ancien du monde après celui de Kiev ; il est encore en activité aujourd'hui.

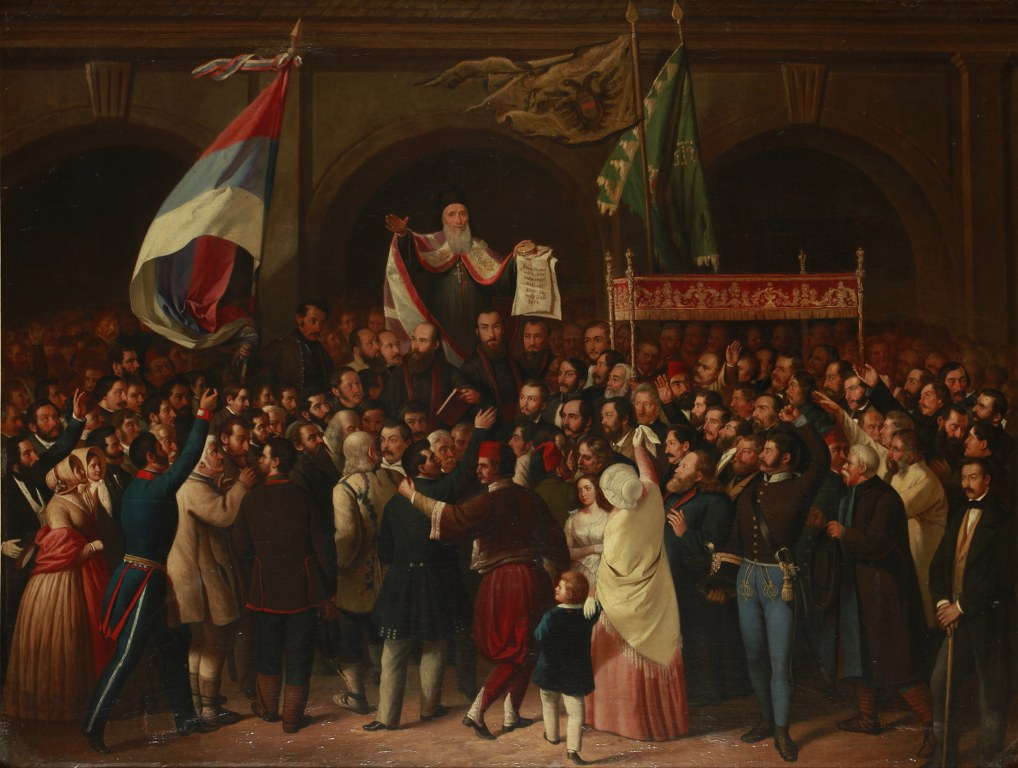
« L'Assemblée de mai » de Pavle Simić, proclamation de la Voïvodine de Serbie à Sremski Karlovci, en mai 1848, alors au sein de l'empire Autriche-Hongrie

Les Serbes de la région réunirent une assemblée à Karlovci en 1848 ; on y déclara l'unification de la Syrmie, du Banat, de la Bačka et de la Baranja (en y incluant des parties de la Frontière militaire) ; toutes ces régions formèrent la Voïvodine de Serbie. La première capitale en fut Karlovci, puis elle fut déplacée à Zemun, à Veliki Bečkerek (Zrenjanin) puis à Temišvar.
En 1849, la Voïvodine serbe fut transformée en une nouvelle province appelée voïvodat de Serbie et du Banat de Tamiš. Karlovci ne fut pas incluse dans cette province mais réintégrée à la Frontière militaire. En 1881, après la suppression de la Frontière, la ville fit partie du Royaume de Croatie-Slovénie, autonome au sein de l'Autriche-Hongrie.
En 1918, la ville fit partie du royaume des Serbes, Croates et Slovènes. En 1920, elle devint le quartier général des militaires russes blancs conduits par Piotr Nikolaïevitch Wrangel. Elle fut également le siège du Saint-Synode de l'Église orthodoxe russe hors frontières.
Entre 1929 et 1941, la ville fit partie de la Banovine du Danube, une province du royaume de Yougoslavie. Pendant la Seconde Guerre mondiale, la ville fut occupée par les troupes de l'Axe et rattachée à l'État indépendant de Croatie. Durant cette période, Karlovci s'appela Hrvatski Karlovci. Après la guerre, la ville fit partie de la province autonome de Voïvodine, au sein de la république fédérative socialiste de Yougoslavie.
Entre 1980 et 1989, Sremski Karlovci fut une des sept municipalités composant Novi Sad. Mais elle est aujourd'hui une unité administrative à part entière.

## Organisation administrative
Sremski Karlovci est la seule localité de la municipalité qui porte son nom.

## Démographie

### Évolution historique de la population
| 1948  | 1953  | 1961  | 1971  | 1981  | 1991  | 2002  | 2011  |
| ----- | ----- | ----- | ----- | ----- | ----- | ----- | ----- |
| 5 350 | 5 618 | 6 390 | 7 040 | 7 547 | 7 534 | 8 839 | 8 750 |

|  |

### Données de 2002
Pyramide des âges (2002)
Répartition de la population par nationalités (2002)

#### Données de 2011
Pyramide des âges (2011)
En 2011, l'âge moyen de la population était de 42,2 ans, 40,9 ans pour les hommes et 43,4 ans pour les femmes.
Répartition de la population par nationalités (2011)

## Religions (2002)

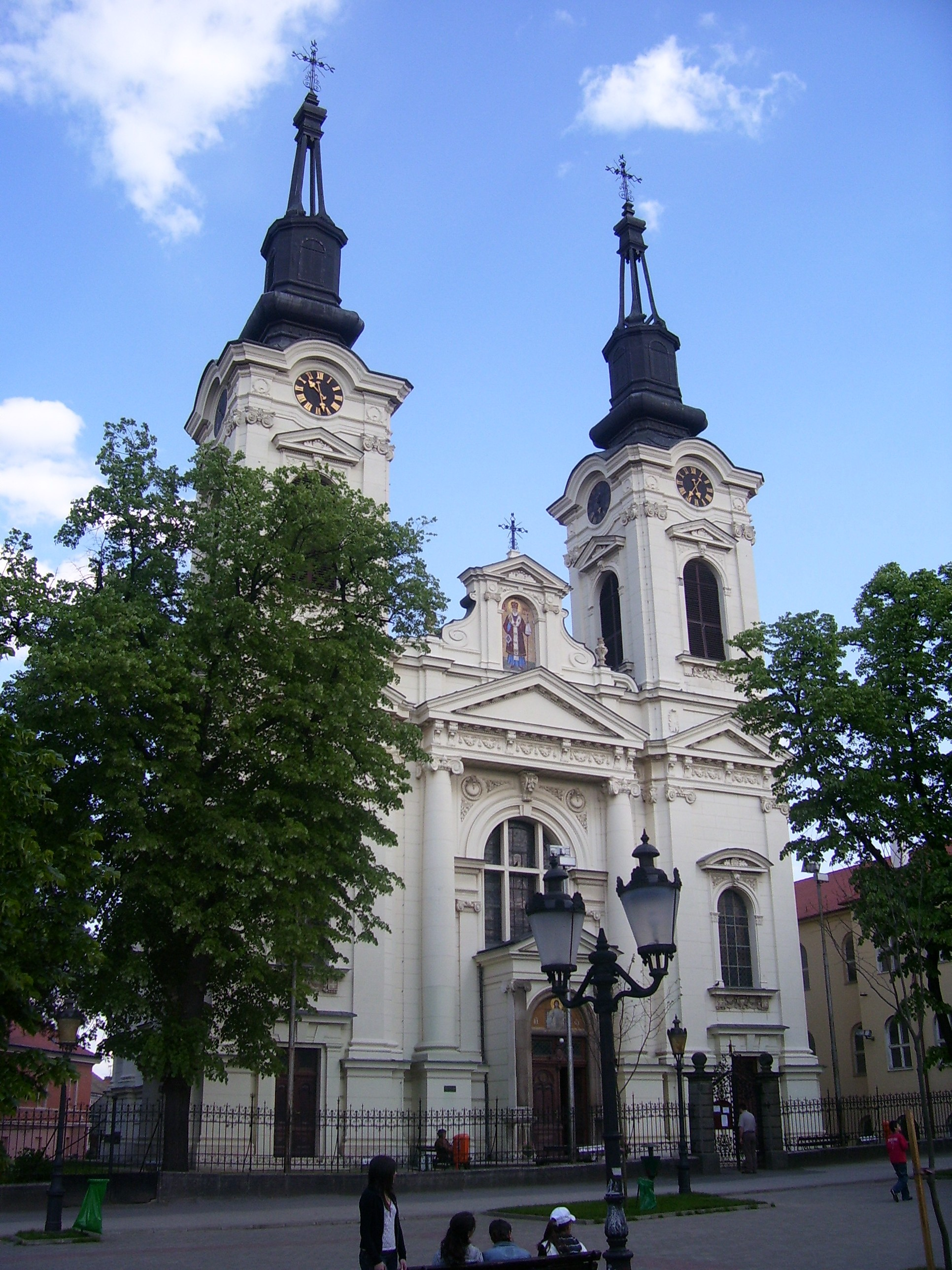
La cathédrale Saint-Nicolas de Sremski Karlovci

Sur le plan religieux, Sremski Karlovci est peuplée par une majorité de Serbes orthodoxes. La ville est le siège de l'éparchie de Syrmie (en serbe cyrillique : Епархија сремска) ; elle abrite le palais patriarcal de l'éparchie et une cathédrale dédiée à Saint Nicolas.
En 2002, les catholiques représentaient un peu plus de 13 % de la population. Leur culte relève du diocèse de Syrmie, qui a son siège à Sremska Mitrovica ; ce diocèse dépend de l'archidiocèse de Đakovo-Osijek, dont le siège est en Croatie.

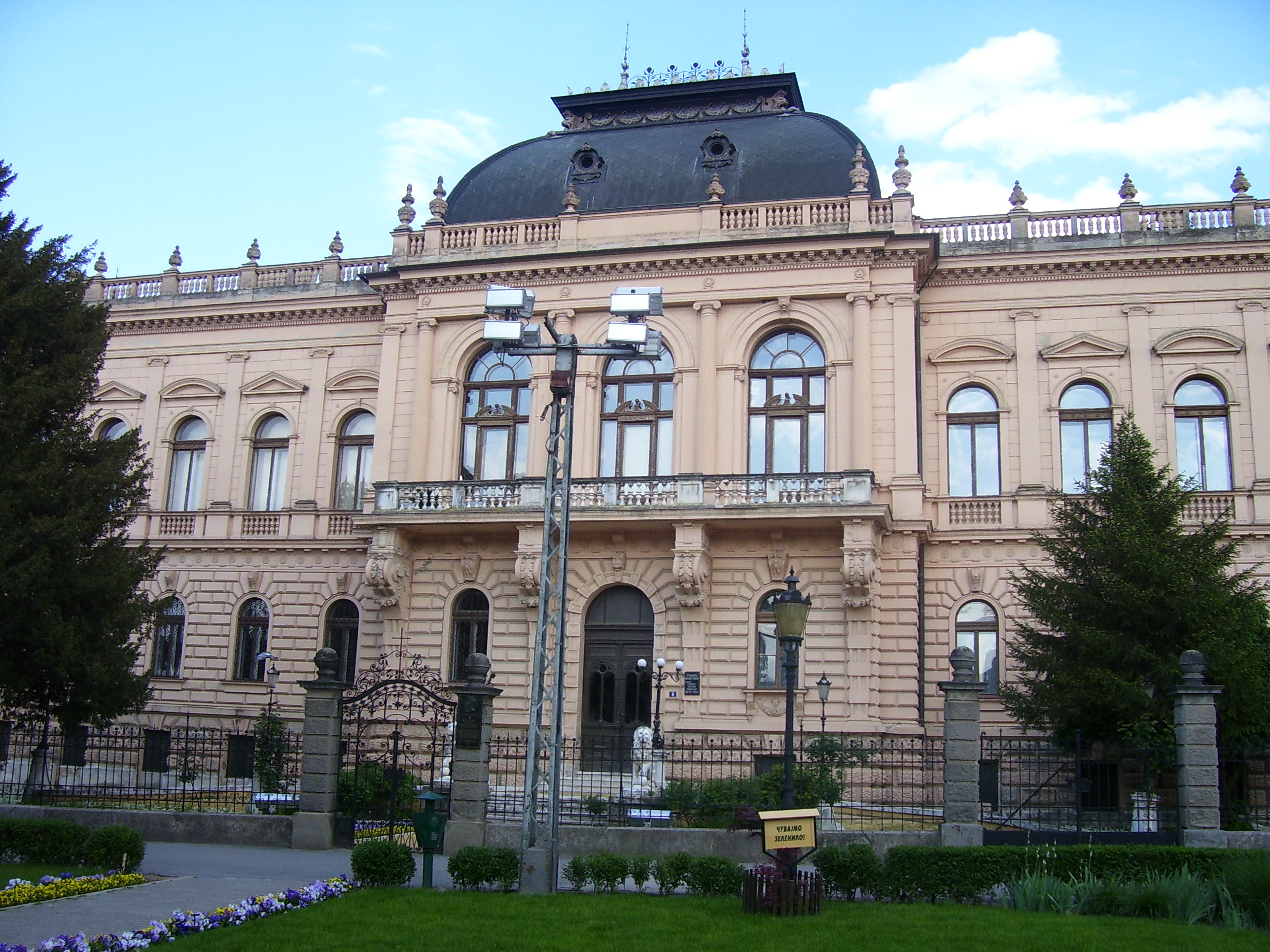
Le palais patriarcal de Sremski Karlovci

## Politique

### Élections locales de 2004
À la suite des élections locales serbes de 2004, les sièges à l'Assemblée municipale se répartissaient de la manière suivante :
| Parti                             | Sièges |
| --------------------------------- | ------ |
| Parti radical serbe               | 6      |
| Liste « Mon Karlovci »            | 3      |
| Parti démocratique                | 3      |
| Liste « Karlovci vaicra »         | 3      |
| Liste « Pour Karlovci - Kalinić » | 3      |
| G17 Plus                          | 2      |
| Parti démocratique de Serbie      | 2      |
| Ensemble pour la Voïvodine        | 2      |
| Mouvement Force de la Serbie      | 1      |

### Élections locales de 2008

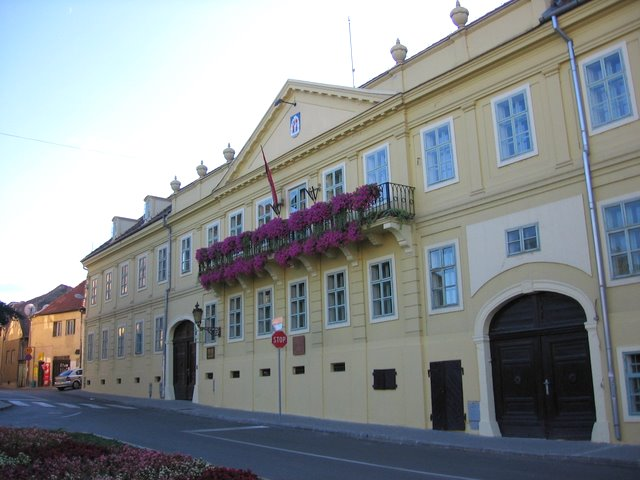
L'hôtel de ville de Sremski Karlovci

À la suite des élections locales serbes de 2008, les sièges à l'assemblée municipale de Sremski Karlovci se répartissaient de la manière suivante :
| Parti                                | Sièges |
| ------------------------------------ | ------ |
| Pour un Karlovci européen            | 15     |
| Parti radical serbe                  | 6      |
| Parti démocratique de Serbie         | 1      |
| Parti socialiste de Serbie et alliés | 1      |
| Liste « Karlovci est à nous »        | 1      |
| Liste « Unitiative de Karlovci »     | 1      |

Milenko Filipović, membre du parti G17 Plus, déjà élu président de la municipalité en octobre 2004, a été réélu à ce poste ; né le 12 mars 1953, il est diplômé de la Faculté de droit de l'université de Novi Sad. Il conduisait la liste « Pour un Karlovci européen », prolongement local de la coalition Pour une Serbie européenne soutenue par le président Boris Tadić lors des élections législatives serbes du 11 mai 2008 ; à Sremski Karlovci, la liste regroupait des membres du Parti démocratique et du G17 Plus. Rajko Marinković, lui aussi membre du G17 Plus, a été élu président de l'Assemblée municipale.

### Élections locales de 2012
À la suite des élections locales serbes de 2012, les 25 sièges de l'assemblée municipale de Sremski Karlovci se répartissaient de la manière suivante :
| Parti                                     | Sièges |
| ----------------------------------------- | ------ |
| Parti démocratique                        | 8      |
| Parti progressiste serbe                  | 5      |
| Régions unies de Serbie                   | 3      |
| Ligue des sociaux-démocrates de Voïvodine | 2      |
| Parti socialiste de Serbie et alliés      | 2      |
| Parti radical serbe                       | 2      |
| Dveri                                     | 2      |
| Parti démocratique de Serbie              | 1      |

## Culture
Parmi les institutions culturelles les plus importantes de Sremski Karlovci figurent le Musée municipal et la galerie de peinture de l'Institut du Peuple serbe.

## Architecture

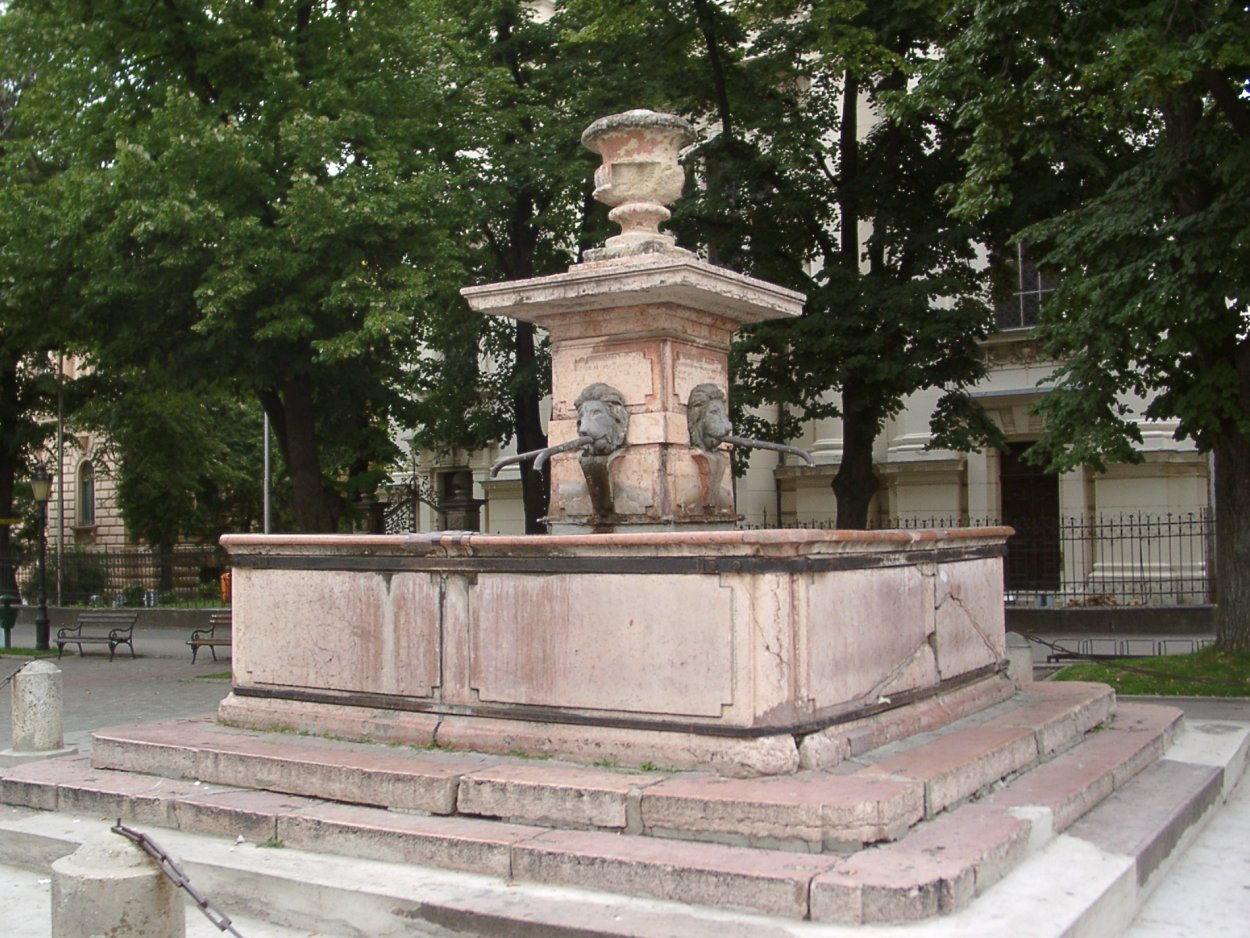
La Fontaine aux quatre lions à Sremski Karlovci

Sremski Karlovci conserve un certain nombre de bâtiments importants datant du XVIIIe siècle. Parmi les églises importantes de la ville, on peut citer la Chapelle de la paix, ainsi que l'église catholique de la Sainte-Trinité, mentionnée pour la première fois en 1735 et plusieurs fois remaniée. L'église de l'Entrée dans le temple de la Très Sainte Mère de Dieu ; édifiée en 1746, elle possède une iconostase baroque peinte par Dimitrije Bačević, un des peintres les plus célèbres de Sremski Karlovci. La cathédrale Saint-Nicolas, construite en 1758 dans un style typiquement baroque, possède une iconostase a été peinte par Teodor Kračun et, après la mort de l'artiste, par Jakov Orfelin,. Le Lycée de Sremski Karlovci a été construit à la fin du XVIIIe siècle ; il possède une bibliothèque riche d'environ 18 000 livres considérée comme la plus ancienne bibliothèque scolaire de Serbie. Le séminaire orthodoxe de Sremski Karlovci, créé par le métropolite Stevan Stratimirović, a ouvert ses portes le 1er février 1794. L'un des monuments les plus connus de Sremski Karlovci, la Fontaine aux quatre lions, a été édifié en 1799, pour célébrer la mise en eau du premier service de canalisations de la ville.
Le XIXe siècle est également représenté, avec l'Hôtel de ville, construit entre 1808 et 1811, dans un style néoclassique. Le Patriarcat de Sremski Karlovci a été construit entre 1892 et 1894 sur des plans de l'architecte Vladimir Nikolić ; son architecture présente un mélange de style baroque et de style néo-Renaissance.
L'architecture du début du XIXe siècle se caractérise encore par le style néoclassique. Parmi les édifices les plus importants de cette époque, on peut signaler le Stefaneum, construit en 1903 ; il abrite aujourd'hui l'Institut du Peuple serbe et de la communauté serbe internationale.

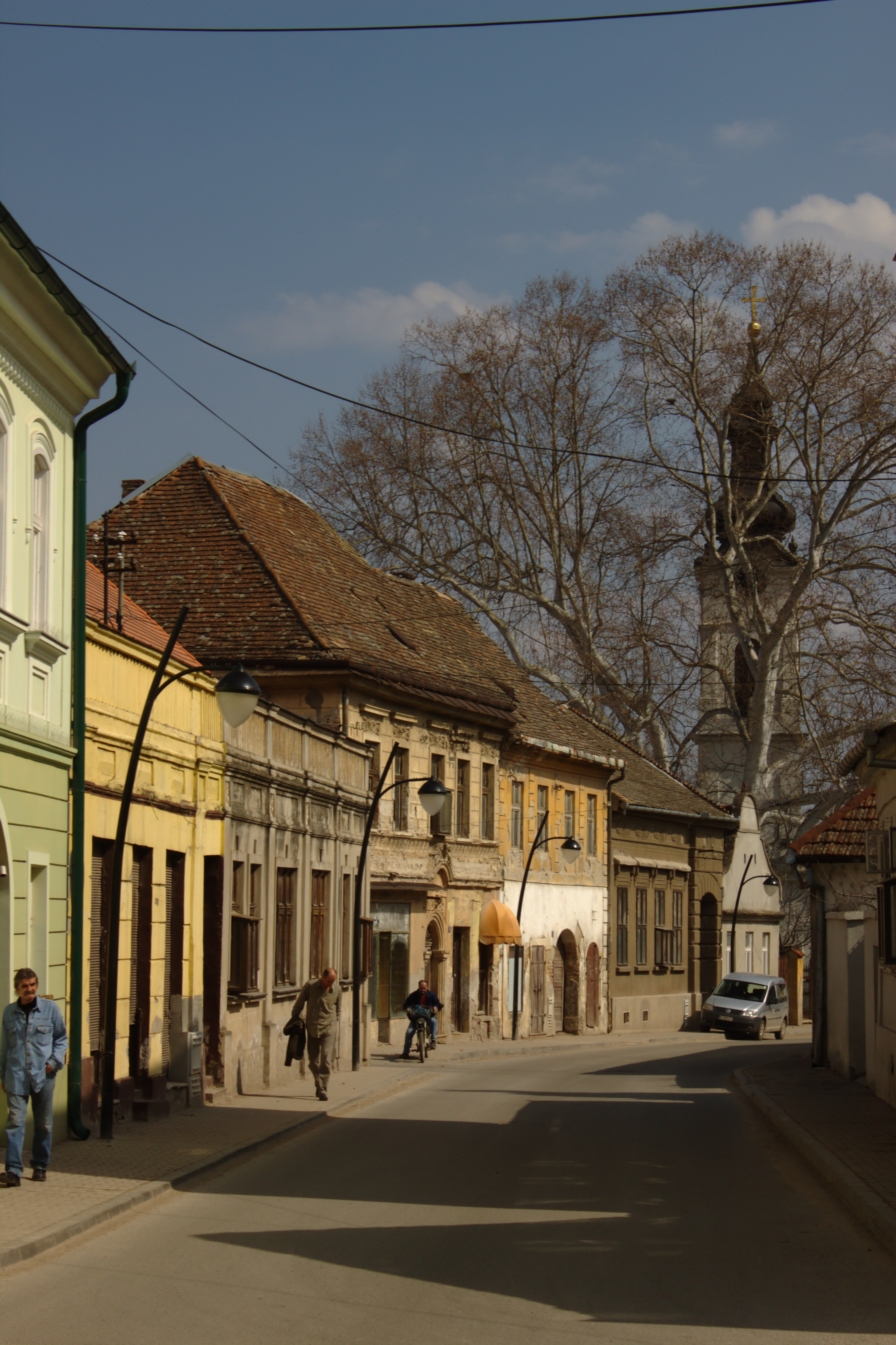
La rue Mitropolija Stratimirovića
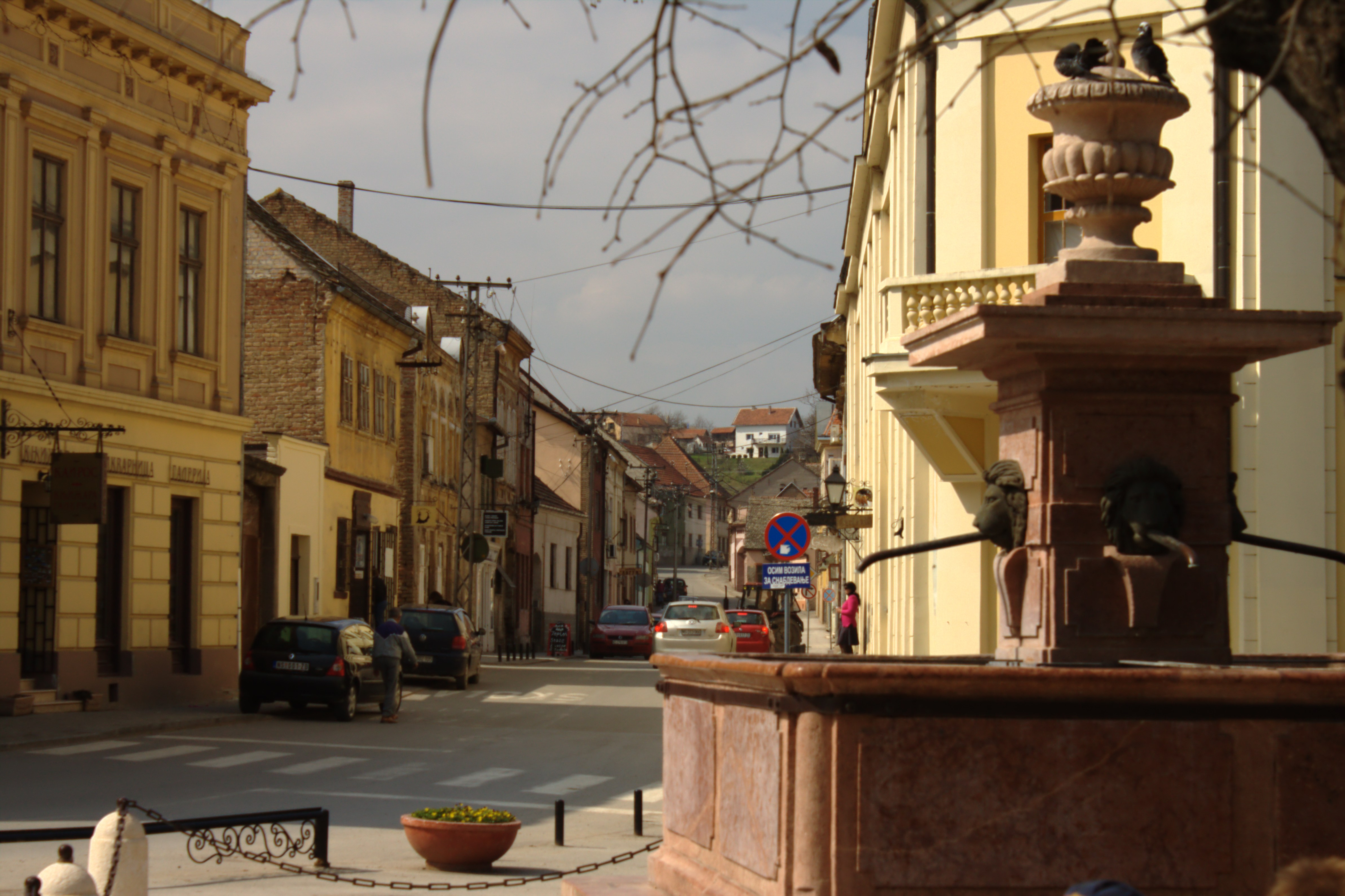
La rue Patriarha Račajića

## Éducation

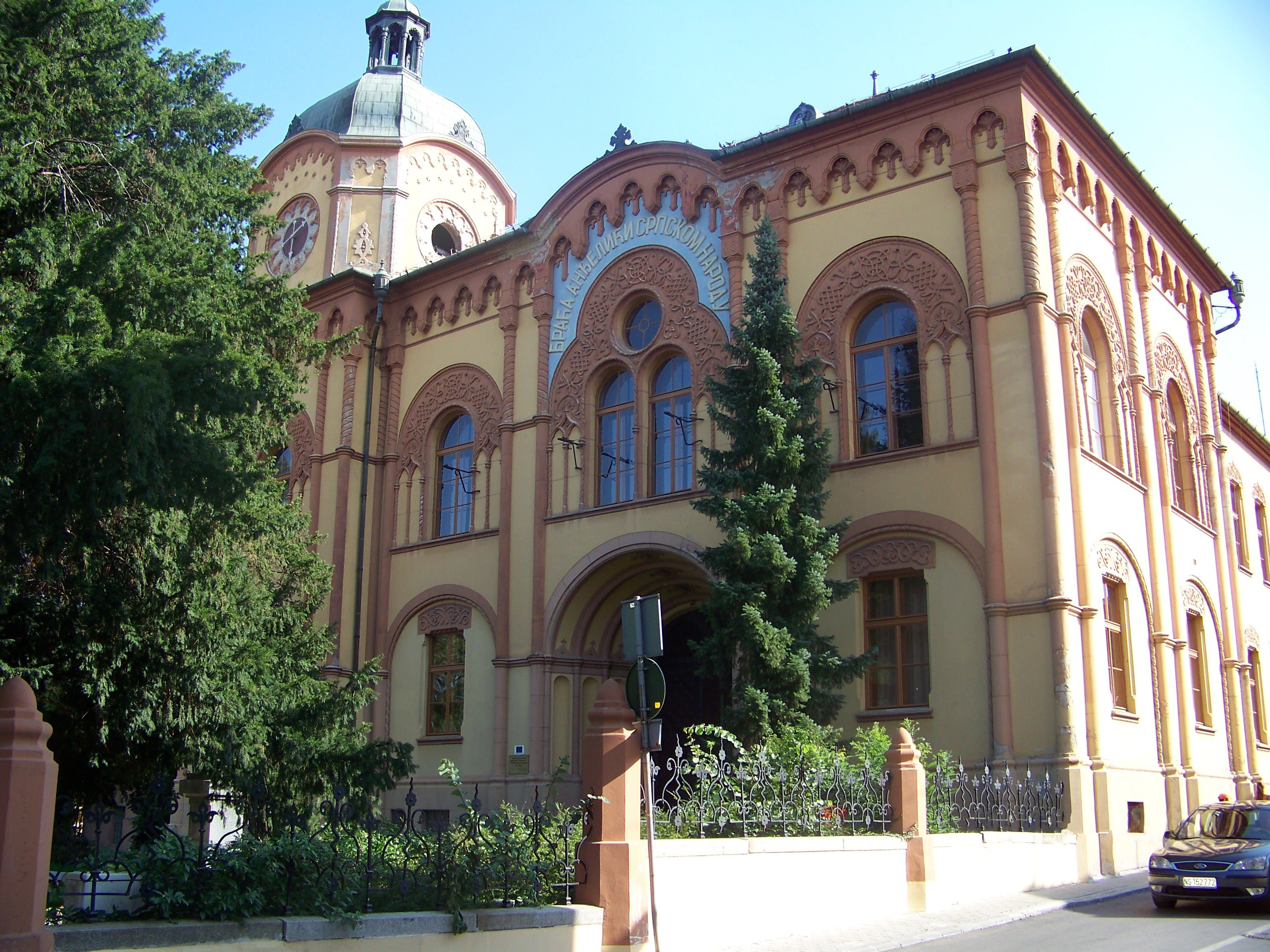
Le Lycée de Sremski Karlovci

Sremski Karlovci possède un important lycée (en serbe : Карловачка гимназија et Karlovačka gimnazija), qui a ouvert ses portes en 1792. Le Lycée abrite également une société littéraire appelée Strazilovo, destinée à promouvoir les talents de ses élèves ; il publie également des livres, notamment des recueils de poésies ou des nouvelles.
La ville abrite également le séminaire orthodoxe Saint-Arsenije Sremac, fondé en 1794 par le métropolite Stefan Stratimirović.

## Transports
- Route nationale 22.1

## Personnalités
- Le linguiste, philosophe et écrivain Lukijan Mušicki (1777-1837) est mort à Sremski Karlovci.
- Le peintre Georgije Bakalović (1786-1843) est né à Sremski Karlovci.
- Le peintre Uroš Knežević (1811-1876) est né à Sremski Karlovci.

## Coopération internationale
- Eymet (France)
- Tivat (Monténégro)
- Novotcherkassk (Russie)
- Serguiev Possad (Russie)
- Bataïsk (Russie)
- Bardejov (Slovaquie)